# Lazareth LMV 496
La Lazareth LMV 496 est une moto volante, construite par Lazareth Auto-Moto, entreprise installée à Annecy-le-Vieux, en Haute-Savoie. Cet engin à quatre roues, construit en cinq exemplaires, est homologué pour la route (avec le permis moto) et permettra de voler, une fois obtenue l'homologation de la direction générale de l'Aviation civile (DGAC), avec une licence d'ULM.
La LMV 496 est la première moto volante capable de rouler,.

## Description et caractéristiques techniques
La LMV (« La Moto Volante ») 496, dont le premier envol captif avec pilote a eu lieu en mars 2019, après une tentative avortée le 31 janvier 2019,, est présentée par son concepteur comme la première moto au monde transformable en quadricoptère. La LMV 496 est basée sur la LM 847, une moto à quatre roues et moteur V8. Ce modèle possède deux motorisations : moteur électrique pour le mode route et turbine au kérosène à chaque roue, les quatre roues étant basculées à l'horizontale pour le mode vol. Des mini-turbines fournies par Jetcat, qui tournent à 96 000 tr/min, assurent la poussée nécessaire au décollage. La puissance totale délivrée avoisine les 1 300 ch pour 2 800 N de poussée. Le préchauffage des turbines demande une minute.
Sa longueur vaut 240 cm et sa largeur 90 cm. La carrosserie est réalisée en composite carbone-Kevlar. Des parachutes balistiques sont intégrés dans chaque roue.
L'autonomie annoncée est d'une centaine de kilomètres sur la route, et d'une dizaine de minutes de vol, pouvant atteindre 60 km/h et 50 m de hauteur.
Le nom de la moto est inspiré des turbines qui l'équipent (un peu aussi à son prix de 496 000 €).

## Autres motos volantes
D'autres « motos » volantes existent, comme la Speeder de Jetpack Aviation,,, l'Aero-X, l'Hoverbike de Chris Malloy ou l'Hoverbike Scorpion-3 de la société russe Hoversurf, mais elles ne roulent pas.